# 拟老年低额蚤
拟老年低额蚤（学名：Simocephalus vetuloides）为蚤科低额蚤属的动物。分布于俄罗斯、南非以及中国大陆的广东、广西、江苏、湖南、湖北、四川、山东、河北、吉林、黑龙江、云南、甘肃、西藏等地，主要栖息于水坑、池塘以及湖泊等各类水域中。